# Krînțiliv, Horodok
Krînțiliv (în ucraineană Кринцілів) este un sat în comuna Ivankivți din raionul Horodok, regiunea Hmelnîțkîi, Ucraina.

## Demografie
Componența lingvistică a localității Krînțiliv
     Ucraineană (98,25%)
     Rusă (1,75%)
Conform recensământului din 2001, majoritatea populației localității Krînțiliv era vorbitoare de ucraineană (98,25%), existând în minoritate și vorbitori de rusă (1,75%).